# The Slow Rush
The Slow Rush es el cuarto álbum de estudio del proyecto musical australiano Tame Impala, lanzado el 14 de febrero de 2020. Sigue al álbum de 2015 Currents y a los sencillos de 2019 «Patience» y «Borderline», con este último como el primer sencillo del álbum. Arraigado en la música disco psicodélica, el álbum fue recibido positivamente por la crítica y alcanzó el top 10 en muchas listas de discos de todo el mundo, debutando en la cima de las listas en tres países y también en las listas de Rock y Alternativa de Estados Unidos.
En los ARIA Music Awards 2020, el álbum ganó cinco categorías, Premio ARIA al Álbum del Año, Mejor Grupo, Mejor Álbum de Rock, Ingeniero del Año y Productor del Año (los dos últimos por trabajo de Parker). El álbum también recibió una nominación a Mejor Álbum de Música Alternativa en la 63.ª Entrega Anual de los Premios Grammy, mientras que «Lost In Yesterday» fue nominada a Mejor Canción de Rock.
En octubre de 2021, la banda anunció que se lanzaría una edición en caja de lujo en febrero de 2022, que comprendería caras B y remixes del álbum. Esta versión presenta remixes de Four Tet y Blood Orange, entre otros, y una aparición especial del rapero Lil Yachty.

## Antecedentes
Kevin Parker dijo que su mayor lección al hacer el álbum anterior de Tame Impala, Currents de 2015, y The Slow Rush fue confiar en sus instintos. «No quiero trabajar con la música. Cada vez más, eso se está convirtiendo en una cualidad de la música a la que soy alérgico».
En una entrevista con Billboard, Parker dijo que se inspiró en la trayectoria profesional del «superproductor» Max Martin y que quiere irrumpir poco a poco en el mundo de la música pop. En una entrevista con Uproxx, también se reveló que uno de los objetivos de The Slow Rush era «intentar usar cosas de mundos totalmente diferentes de la forma en que lo haría un productor de hip hop. Para ser casi collage-ístico».

## Escritura y grabación
Mientras escribía canciones para el álbum en 2018 en Los Ángeles, California, Parker tuvo que huir de una casa en Malibú que había alquilado en Airbnb debido a los incendios forestales generalizados. Parker escapó solo con su computadora portátil, un disco duro y su bajo Höfner antiguo de la década de 1960; el resto de su equipo en la casa fue destruido.
Después de lanzar los sencillos «Patience» y «Borderline», el primero solo aparece en la edición de bonus track, el último incluido en la lista de canciones en forma remezclada, en marzo y abril de 2019, el lanzamiento del álbum se retrasó. Estas dos canciones se interpretaron por primera vez en vivo en Saturday Night Live el 28 de marzo de 2019 y recibieron elogios comerciales.
En julio de 2019, Parker dijo: «Parte de mí al comenzar un álbum es que tengo que volver a sentirme un poco inútil para querer hacer música». En octubre de 2019, apareció un video en el sitio web de la banda y el 25 de octubre, el video se amplió para anunciar el título del álbum y el año de lanzamiento. El video presenta a Parker en el estudio de grabación, así como fragmentos de música inédita, que luego se incluirían en el álbum como segmentos de la canción «Tomorrow's Dust».
«Borderline» se remezcló/remasterizó después de una fiesta de escucha en noviembre de 2019. El 18 de diciembre de 2019, Parker reveló en una entrevista con Annie Mac en el programa Future Sounds de BBC Radio 1 que esta nueva versión de «Borderline» aparecería en The Slow Rush, refiriéndose en broma al lanzamiento del sencillo como el «antiguo "Borderline"» tras el lanzamiento del álbum.

## Composición
NME escribe: «Esta es una flexión de 57 minutos de cada músculo musical del cuerpo de Parker. Las guitarras crujientes están en gran parte ausentes, pero nos quedamos con algo mucho más intrigante: un disco pop con toques electrónicos magistrales. Si Currents hizo la banda sonora de la gloriosa aparición, The Slow Rush es la tambaleante mañana siguiente, con todo y todos bajo cuestionamiento». 
The Slow Rush fue llamado «una obra extraordinariamente detallada» que llega a «rincones específicos de las últimas seis décadas»: Philly soul, early prog, acid house, adult contemporary - R&B e incluso Late Registration. Conocido como más optimista que los discos anteriores de Tame Impala, el álbum tiene toques de techno inglés y rock suave de los 90. NPR señaló: «Escuche atentamente y podrá encontrar rastros de Rick James, Paul McCartney y Wings, Ravel, Childish Gambino, Pink Floyd, Human League, Prince, etc. [...] El remolino post-psicodélico de The Slow Rush se registra como una mezcla orgánica, con las canciones nunca sintiéndose abarrotadas o con un guión demasiado ajustado». También se observaron paralelismos con Assume Form (2019) de James Blake.

### Canciones
El tono del álbum se establece en la canción de apertura de pop espacial «malhumorado» «One More Year», llamada «la canción más íntima de Parker hasta la fecha», que presenta un ritmo constante, bucles con glitches, un coro robótico y un efecto de trémolo. «Instant Destiny» comienza con una melodía dirigida por falsete y cuenta con xilófonos, mientras que «Borderline» tiene «teclados tristes» y un ritmo disco. La canción funky/riffy, inspirada en Jimmy Page «Breathe Deeper» «revolotea» entre pianos rave y sonidos de Fleetwood Mac de los 80 «con un toque de "Da Funk" de Daft Punk en los últimos 90 segundos de la canción». Es un cruce de R&B de los años 70 y 90 con una línea de piano «ascendente».
«Tomorrow's Dust» es un «soul-cruiser» de principios de los 70. Se decía que un «teclado agridulce» en la semibalada «On Track» se parecía a Daryl Hall. La canción «lista para un festival» «Lost in Yesterday» tiene un ambiente playero, efectos dub y una línea de bajo de los 80. «Is It True» tiene un sonido «boogie». La sirena al estilo de Ironside que provoca el pánico en «It Might Be Time» recuerda a Quincy Jones. La canción de dos minutos «Glimmer» es house y principalmente instrumental. «One More Hour» está «desnudo» y «ahogado en eco», lleno de cuerdas que revolotean y una «guitarra apocalíptica con mucha fase, luego otro riff retorcido, tambores estruendosos y sintetizadores Moog disparando en todas direcciones». 

### Letra
Se decía que el tema general de The Slow Rush era «el paso del tiempo». Muchas de las melodías de The Slow Rush tienen una «dimensionalidad de varios niveles»: las melodías «habitan en un estado de ánimo dulce e idílico al final de la tarde» que puede ocultar la «turbulencia interna, la duda y la complejidad emocional que acechan en las palabras».
En «One More Year», Parker reflexiona sobre su conexión con los lugares fuera de su estudio y fuera de su propia cabeza: «¿Recuerdas que estábamos parados aquí hace un año / Nuestras mentes estaban aceleradas y el tiempo pasaba lento / Si había problemas en el mundo no sabíamos / Si alguna vez nos importó no mostramos». «Instant Destiny» es «un remolino de inicio y parada de una vuelta de la victoria donde amenaza con hacer algo loco, como comprar una casa en Miami». La segunda mitad del sencillo «Posthumous Forgiveness», un «ajuste de cuentas» con el padre fallecido de Parker, es una «rumia catártica» sobre su complicada relación y el estrellato de Parker: «Quiero hablarte sobre el tiempo / Estaba en Abbey Road / O el tiempo en el que tuve a / Mick Jagger al teléfono». 
Parker reflexiona sobre el poder de la nostalgia («Lost in Yesterday») y el miedo a perder su mojo («It Might Be Time»), mientras que la larguirucha «Tomorrow's Dust» es una «bofetada» a favor del progreso: «No sirve de nada tratar de relacionarse con esa vieja canción». Más cerca, «One More Hour» concluye el viaje de Parker como un «introvertido en busca de la paz interior»: «Mientras pueda, mientras pueda pasar un tiempo a solas». Más tarde emplea un tono burlón y provocativo en la canción «que se escucha en los patios de recreo de todas partes»: «Todo lo que he hecho, lo hice por amor. Lo hice por diversión. Lo hice por la fama.»

## Recepción de la crítica
The Slow Rush recibió críticas positivas de los oyentes y críticos musicales. En Metacritic, que asigna una calificación normalizada de 100 a las reseñas de las principales publicaciones, el álbum recibió una puntuación promedio de 79, según 30 reseñas. Agregador AnyDecentMusic? le dio 7.6 de 10, basado en su evaluación del consenso crítico.
Jillian Mapes de Pitchfork escribió que «The Slow Rush es una obra extraordinariamente detallada cuyas influencias llegan a rincones específicos de las últimas seis décadas». El escritor de NPR Tom Moon agregó: «Mientras que todos los demás en el negocio de las canciones pegadizas parecen estar corriendo en círculos, [Parker] se divierte sin pedir disculpas, creando nuevos sistemas de entrega para su propia marca exótica de euforia sónica».
Zack Ruskin de Variety también fue positivo: «The Slow Rush es posiblemente el esfuerzo más completo y satisfactorio de Parker hasta la fecha. Aunque líricamente, el álbum parece un poco escapista, a Parker le gusta operar en algún punto intermedio, incursionando en lo personal, pero a menudo solo como parte de una meditación más amplia». Ruskin luego terminó con «The Slow Rush demuestra que Parker se ha ganado todo el tiempo que necesita».
En una evaluación de fin de año, Vincent Arrieta del Dallas Observer señaló la actualidad de los temas de The Slow Rush a raíz de la pandemia de COVID-19, y dijo: «The Slow Rush expresa ansiedad sobre la naturaleza del año en sí; la hecho de que nos robaron el tiempo mientras teníamos más tiempo que nunca», y llamó a The Slow Rush «el álbum definitivo de 2020». Arrieta también destacó «On Track» como un punto culminante, calificándolo como «posiblemente la obra maestra de Tame Impala».
Kitty Empire de The Guardian dijo: «Es seguro decir que The Slow Rush solo expandirá la audiencia de Tame Impala». Por otro lado, en una crítica mixta de The AV Club, Max Freedman le dio al álbum una C+ y escribió que «no es tan interesante como sus predecesores en términos de composición y producción, y esta brecha hace que las debilidades líricas de Parker sean más difícil de ignorar».

### Reconocimientos
| Publicación     | Reconocimiento                                | Clasificación | Ref.   |
| --------------- | --------------------------------------------- | ------------- | ------ |
| Billboard       | Billboard's 50 Best Albums of 2020 – Mid-Year | —             | [ 37 ] |
| Complex         | Complex's 50 Best Albums of 2020 – Mid-Year   | 2             | [ 38 ] |
| NPR             | The 50 Best Albums of 2020                    | 24            | [ 39 ] |
| Stereogum       | Stereogum's 50 Best Albums of 2020 – Mid-Year | 34            | [ 40 ] |
| Under the Radar | Under the Radar's Top 100 Albums of 2020      | 21            | [ 41 ] |
| Variety         | Variety's Best Albums of 2020 – Mid-Year      | —             | [ 42 ] |

## Desempeño comercial
En el Billboard 200 de Estados Unidos, The Slow Rush debutó en el número tres, moviendo 110.000 ventas de álbumes equivalentes. Se convirtió en el álbum con las listas más altas de Tame Impala en el país hasta la fecha, superando el pico número cuatro del lanzamiento anterior, Currents. Después del lanzamiento del álbum, las 12 pistas se ubicaron en las listas de rock de Estados Unidos con números máximos que van del 2 al 17. Con otras listas de éxitos, el álbum debutó en el top 10 en muchos países, alcanzando el número uno en Australia, Portugal y Escocia.

## Listas de canciones
Todas las canciones escritas y compuestas por Kevin Parker. 
| Track listing for The Slow Rush |                          |          |  |
| N.º                             | Título                   | Duración |  |
| 1.                              | «One More Year»          | 5:22     |  |
| 2.                              | «Instant Destiny»        | 3:13     |  |
| 3.                              | «Borderline»             | 3:57     |  |
| 4.                              | «Posthumous Forgiveness» | 6:05     |  |
| 5.                              | «Breathe Deeper»         | 6:13     |  |
| 6.                              | «Tomorrow’s Dust»        | 5:25     |  |
| 7.                              | «On Track»               | 5:00     |  |
| 8.                              | «Lost in Yesterday»      | 4:09     |  |
| 9.                              | «Is It True»             | 3:58     |  |
| 10.                             | «It Might Be Time»       | 4:33     |  |
| 11.                             | «Glimmer»                | 2:08     |  |
| 12.                             | «One More Hour»          | 7:13     |  |

| The Slow Rush – Japanese edition (bonus track) |            |          |  |
| N.º                                            | Título     | Duración |  |
| 13.                                            | «Patience» | 4:52     |  |

| The Slow Rush – B-Sides and Remixes |                                        |          |  |
| N.º                                 | Título                                 | Duración |  |
| 1.                                  | «The Boat I Row»                       | 3:58     |  |
| 2.                                  | «No Choice»                            | 3:41     |  |
| 3.                                  | «Breathe Deeper» (Lil Yachty Remix)    | 4:48     |  |
| 4.                                  | «One More Year» (NTS Extended Version) | 17:48    |  |
| 5.                                  | «Patience» (Maurice Fulton Remix)      | 6:01     |  |
| 6.                                  | «Is It True» (Four Tet Remix)          | 5:25     |  |
| 7.                                  | «Borderline» (Blood Orange Remix)      | 7:17     |  |
| 8.                                  | «Patience»                             | 4:52     |  |

| The Slow Rush – Deluxe box set |                                        |          |  |
| N.º                            | Título                                 | Duración |  |
| 1.                             | «One More Year» (NTS Extended Version) | 17:48    |  |
| 2.                             | «Patience» (Maurice Fulton Remix)      | 6:01     |  |
| 3.                             | «Patience»                             | 4:52     |  |
| 4.                             | «Is It True» (Four Tet Remix)          | 5:25     |  |
| 5.                             | «Breathe Deeper» (Lil Yachty Remix)    | 4:48     |  |
| 6.                             | «Borderline» (Blood Orange Remix)      | 7:17     |  |
| 7.                             | «The Boat I Row»                       | 3:58     |  |
| 8.                             | «No Choice»                            | 3:41     |  |

## Personal
Tame Impala
- Kevin Parker – composición, interpretación, producción, mezcla, concepto artístico

Técnico
- Greg Calbi – masterización
- Steve Fallone – masterización
- Cañada Goatze – producción co-ejecutiva

Arte
- Neil Krug – fotografía, diseño, concepto de arte

## Posicionamiento en listas
| Listas (2020)                           | Mejor posición |
| --------------------------------------- | -------------- |
| Australia (ARIA)                        | 1              |
| Austria (Ö3 Austria)                    | 9              |
| Bélgica (Ultratop flamenca)             | 2              |
| Bélgica (Ultratop valona)               | 6              |
| Canadá (Billboard Canadian Albums)      | 3              |
| Dinamarca (Hitlisten)                   | 7              |
| Países Bajos (Album Top 100)            | 2              |
| Estonia (Eesti Tipp-40)                 | 3              |
| Finlandia (Suomen Virallinen Lista)     | 12             |
| Francia (SNEP)                          | 11             |
| Alemania (Offizielle Top 100)           | 7              |
| Irlanda (OCC)                           | 3              |
| Italia (FIMI)                           | 20             |
| Japón (Oricon)                          | 62             |
| Nueva Zelanda (Recorded Music NZ)       | 3              |
| Noruega (VG-lista)                      | 5              |
| Polonia (ZPAV)                          | 37             |
| Portugal (AFP)                          | 1              |
| Escocia (Scottish Albums Chart)         | 1              |
| España (PROMUSICAE)                     | 6              |
| Suecia (Sverigetopplistan)              | 8              |
| Suiza (Schweizer Hitparade)             | 3              |
| Reino Unido (UK Albums Chart)           | 3              |
| Estados Unidos (Billboard 200)          | 3              |
| Estados Unidos (Top Alternative Albums) | 1              |
| Estados Unidos (Top Rock Albums)        | 1              |

| Listas (2020)                              | Posición |
| ------------------------------------------ | -------- |
| Australia (ARIA)                           | 19       |
| Bélgica (Ultratop Flanders)                | 45       |
| Bélgica (Ultratop Wallonia)                | 181      |
| Estados Unidos Top Rock Albums (Billboard) | 39       |

## Certificaciones
| País        | Organismo certificador | Certificación | Unidades certificadas/ventas | Ref.   |
| ----------- | ---------------------- | ------------- | ---------------------------- | ------ |
| Australia   | ARIA                   | Oro           | 35,000                       | [ 75 ] |
| Reino Unido | BPI                    | Plata         | 60 000                       | [ 76 ] |